# Asuka Langley Sōryū
Asuka Langley Sōryū (惣流・アスカ・ラングレー Sōryū Asuka Rangurē?) es un personaje ficticio creado por estudios Gainax y diseñado por Yoshiyuki Sadamoto, perteneciente a la franquicia de Neon Genesis Evangelion. Asuka es la piloto del Evangelion unidad 02 siendo a la vez denominada como el segundo niño.

## Origen
De catorce años de edad, nacida el 4 de diciembre de 2001 con nacionalidad estadounidense pero criada en Alemania lugar de fabricación de la unidad 02 antes de ser enviada a Japón. Su lengua primaria es el alemán. Por parte de su madre tiene una cuarta parte de origen japonés y una cuarta alemana. Su madre, Kyōko Zeppelin Sōryū, fue piloto de prueba en la rama alemana de Gehirn en el Proyecto E. Cuando Asuka tenía cuatro años, su madre participó en un experimento de contacto con el Eva-02 (similar al experimento realizado por Yui Ikari con la unidad 01). A pesar de que físicamente sobrevivió a la prueba, Kyōko quedó mentalmente dañada, entrando en un estado grave esquizofrénico creyendo que una muñeca era su hija, mientras que sólo se refería a su hija real como "esa chica", e incluso yendo tan lejos como para degollar a la muñeca antes de colgarse ella misma, diciendo "muere conmigo". Asuka encontró el cuerpo de su madre cuando iba a decirle que había sido seleccionada para ser piloto de EVA.
La escena en la que la madre de Asuka niega conocerla y reconoce como su hija a una muñeca proviene del manga de Hayao Miyazaki Nausicaä del Valle del Viento. Anno trabajó en la versión en película, y expresó su interés en crear una historia centrada en uno de los personajes secundarios, Kushana, pero Miyazaki rechazó la idea.
Su padre rápidamente se volvió a casar, aunque la defensiva de Asuka rápidamente repele a su nueva madrastra, pero las dos aprenden a tolerarse entre sí, manteniendo una fachada alegre de una familia normal. Asuka demuestra ser una niña prodigio, ganando un título universitario en un campo sin especificar cuando todavía era una adolescente y adquiriendo fluidez en japonés (aunque con dificultad para leer y escribir kanji). Destacan de su aspecto su pelo rojo llameante, que recoge con sus clips A10 los cuales lleva puestos todo el tiempo y sus ojos azules. Su mejor amiga es su compañera y representante de clase, Hikari Horaki, con la cual llegó a vivir cuando no soporto vivir más en el departamento de Misato.

## Concepción
Sus apellidos provienen de navíos de guerra homónimos que participaron en la Segunda Guerra Mundial, el portaaviones japonés Sōryū y del portaaviones estadounidense USS Langley. 
Fue nombrada en honor a Asuka Saki (砂姫 明日香 Saki Asuka?), el personaje principal del manga SuperGirl Asuka (超少女明日香 Cho-Shojo Asuka?), escrito por Shinji Wada.
El diseñador del personaje Yoshiyuki Sadamoto, ha dicho que «inicialmente diseñé a Asuka como el tipo de chica protagonista», pero también explicó que sintió que ese personaje podría ser demasiado similar a otros animes en los que él y Anno habían trabajado anteriormente, tales como Top wo nerae! Gunbuster y Fushigi no Umi no Nadia. Sadamoto, entonces, sugirió a Anno que cambiaran el personaje principal a un niño, lo cual sería más acorde con el género mecha.
Yūko Miyamura, actriz de voz de Asuka, ha dicho que «Asuka no fue el personaje más sincero que he conocido... siempre trataba de sincronizarme con ella, pero Asuka nunca se permitiría sincronizarse "conmigo"... Un día, me di cuenta de que había una barrera en el corazón de Asuka». Más adelante, Miyamura declararía que su trabajo en la serie fue "muy duro" y que algunas veces deseó "eliminar a Evangelion." La actriz de lengua inglesa de Asuka, Tiffany Grant, ha comentado que interpretar a Asuka era "refrescante", puesto que ella «dice las cosas más horribles a la gente, cosas que a las personas le gustaría decir pero que no pueden salirse con la suya».
Hideaki Anno la considera su personaje de Evangelion favorito.

## Apariciones

### Neon Genesis Evangelion
Asuka es introducida por primera vez en el episodio 8, con la llegada de la unidad 02 y la batalla con Gaghiel, Asuka demuestra tener una alta sincronización y excepcionales habilidades como piloto de EVA, siendo muy agresiva y confiada en la batalla. Después de haber sido derrotada en la batalla por Zeruel, la autoconfianza de Asuka (y en consecuencia, su sincronización y eficacia como piloto) comienza a disminuir. Esto culmina en el episodio 22, cuando Arael aparece y Asuka, agobiada por los resultados cada vez más pobres en las pruebas de sincronización, se enfurece al ser ordenada servir como respaldo de Rei. Ella desafía las órdenes y trata de atacar el ángel sola, pero es abrumada por un ataque psicológico de este que la obliga a revivir sus recuerdos dolorosos y que resulta en una crisis nerviosa. Asuka pierde la voluntad de vivir y se vuelve incapaz de pilotar la unidad 02, pasando gran parte de los últimos episodios de la serie en una cama de hospital en estado catatónico.

### The End of Evangelion
En The End of Evangelion, cuando la JSDF invade el cuartel general de NERV, Asuka es colocada aún en estado comatoso dentro de la unidad 02 y sumergida en un lago dentro del Geo-Front para su protección. Cuando es bombardeada por cargas de profundidad, Asuka despierta y declara que no quiere morir y, en un momento de claridad, se da cuenta de que el alma de su madre siempre se encontró dentro del EVA y siempre la ha estado protegiendo. Con su propia identidad recobrada sale y derrota a las fuerzas de la JSSDF antes de ser confrontada por las unidades de producción en masa. Derrota aparentemente con éxito a los nueve oponentes, pero en último momento una de las réplicas de la lanza de Longinus atraviesa fácilmente el escudo AT de la unidad 02 y perfora dos de sus ojos, cosa que coincide con la finalización de la batería interna de la unidad. Las unidades de producción en masa logran levantarse de nuevo gracias a sus motores S2 que les permiten seguir funcionando a pesar de estar gravemente dañados o mutilados. Finalmente destripan y desmembran a la unidad 02 usando sus réplicas de la lanza de Longinus. Después de que Shinji rechaza la Instrumentalización, Asuka aparece al lado de Shinji en la escena final de la película.

## Personalidad
Asuka es orgullosa, fuerte y tiene una gran confianza en sí misma, que podría estar caracterizado como un complejo de superioridad. Es a menudo violenta y ofensiva con otras personas, especialmente con Shinji.  Reprime sus sentimientos hacia él y le anula frente a otras personas, pero provocándolo sexualmente al mismo tiempo. Por ejemplo, en capítulo 9 Asuka se encierra para dormir en una habitación prohibiendo a Shinji entrar en ella, aunque luego es ella misma la que rompe el aislamiento para acostarse junto a Shinji y casi ocasionando sin saberlo un beso entre los dos, aunque luego Shinji se aleja de ella.
En los entrenamientos para combatir a Israfel, ante los fracasos de ambos, Misato propone poner a Rei en el lugar de Asuka, ocasionando que esta se vea consternada ante la idea que sea la detestada "Niña Modelo" la que ocupe su lugar, y sobre todo que sea Rei, y no ella, la que trabaje con Shinji. Con todo, su relación con Shinji es complicada debido a su violento carácter.
Asuka actúa de esta manera porque necesita alimentar su ego voraz más inestable. Esta es también su manera de cerrar su vida pasada a los demás, a menudo utilizando su seguridad en sí misma como un fuerte campo AT cuando se encuentra en su EVA. Su personalidad podría estar marcada también como una clase de "refuerzo de la identidad": se jacta constantemente que ella es la esperanza de NERV y que nadie la olvidará o la confundirá por algo que no es, lo cual se interpretaría como su forma de asegurarse de no volver a pasar lo que vivió con su madre en su niñez y de justificar su propia existencia. La seiyu de Asuka, Yuko Miyamura, escribió sus experiencias interpretando a Asuka:
"Quiero hacer saber que Asuka no fue el personaje más abierto de corazón que he conocido... Cada vez que intentaba sincronizarme conmigo misma, Asuka nunca permitiría sincronizarse conmigo. Incluso en el final, Asuka nunca se acercaría a mí. Se hizo la última escena en The End of Evangelion, pero no me pareció que la personalidad de Asuka hubiese avanzado. Un día me plantee que había un muro en su corazón.
Asuka es una piloto de Evangelion excepcional. De nivel semejante al de Shinji, ella se ufana de ser piloto de EVA. Tiene un alto nivel de sincronización, superando al de Shinji hasta el episodio 16. Esto posiblemente sea porque el alma de su madre existe en el interior del EVA, y dada la relación que poseían hay un cierto rechazo subconsciente hacia su madre.
Asuka sufre un problema mental después de ser forzada a revivir las memorias dolorosas de su pasado por el decimoquinto Ángel, Arael. Pierde el deseo de vivir y es incapaz de dirigir el EVA-02 otra vez hasta The End of Evangelion, en que lucha contra los EVAs Serie. En esa lucha tenía la batalla casi ganada segundos antes de agotar la energía de su Eva, pero una unidad EVA Series le lanzó una imitación creada por SEELE de la lanza de Longinus. Con el daño el EVA-02 es aniquilado junto con Asuka (aunque nunca se muestra expresamente la destrucción del Entry Plug, además que cuando vuelve a aparecer tiene aún las heridas por la sincronización, vendadas, por lo que es lógico pensar que no murió); no obstante vuelve a aparecer cuando Shinji rechaza el Proyecto de Instrumentación Humana.

## Asuka Langley Shikinami
En la tetralogía Rebuild of Evangelion Asuka es el personaje que más cambios recibe con respecto a su contraparte del anime y manga original. Su apellido materno cambia a Shikinami, así como el color de su cabello cambia a un rubio rojizo. Ella es capitana de la fuerza aérea europea, por lo que en este universo ella no es graduada de universidad. Shikinami tiene la nacionalidad alemana y no la estadounidense como Sōryū.  
Al igual que Rei Ayanami, Shikinami pertenece a una serie de clones, la serie Shikinami. Ella es una de las dos únicas sobrevivientes de dicha serie, la cual se caracteriza por no necesitar ningún tipo de mantenimiento a diferencia de la serie Ayanami. 
Psicológicamente es muy parecida a Sōryū mostrando una agresividad, petulencia, alta energía y un complejo de superioridad con la diferencia que Shikinami muestra de manera más rápida y obvia sus sentimientos por Shinji Ikari, así como la nula existencia de su enamoramiento por Ryoji Kaji. Cuando esta sola habla con una pequeña muñeca de trapo a forma de marioneta para darse ánimo a ella misma, cambio importante con respecto a Sōryū ya que la última mostraba un desagrado por las muñecas. A diferencia de Sōryū no muestra un desagrado hacia Rei Ayanami por su comportamiento como "muñeca", sin embargo si la ve como una competencia, tanto como piloto de EVA, y como de sus sentimientos por Shinji Ikari. Su relación con Misato Katsuragi es al principio muy similar al del anime, después del tercer impacto se vuelve muy distante, fría y puramente profesional. Lo más cercano a un amigo/a que Shikinami tiene es la piloto de la unidad 08 Mari Illustrious Makinami la cual siempre se refiera a Shikinami como "Alteza" o "Princesa" Shikinami se refiere a ella como "cuatro ojos" o "anteojos". Después del tercer impacto tiene una relación padre-hija con Kensuke Aida con el cual vive cuando ella no está en misión, él es lo más cercano a una familia que ha tenido en su vida, Shikinami se refiere a él como "Ken-Ken" y él se refiera a ella solo como Shikinami. 
En la segunda película además de ser piloto de la unidad 2 se ofrece para ser la piloto de prueba de la unidad 3, unidad la cual al igual que en el anime es contaminada por el ángel Bardiel. La unidad 3 es destruida por la unidad 1 al ser activada la cápsula de simulación después de que Shinji Ikari se negara a pelear por temor a lastimar a Shikinami. Shikinami sobrevive al ataque de la unidad 1 y la única secuela del ataque es el uso de un parche en su ojo izquierdo que en realidad usa para contener al ángel Bardiel, el cual todavía está dentro de ella. 
Al igual que la mayoría de los apellidos de los personajes de la saga, el apellido Shikinami proviene de un navío de guerra de la Segunda Guerra Mundial. El destructor Shikinami tipo II de la clase Fubuki que participó en el escenario del Pacífico y hundido en 1944.

## Recepción
En una encuesta de la revista Newtype realizada en marzo de 2010, Asuka fue votada como el tercer personaje de anime femenino más popular de la década de 1990. En junio de 2010, Newtype clasificó a Asuka en el puesto número 8 en su encuesta mensual de los 10 mejores personajes. El crítico Kenneth Lee, ha dicho que el defecto fatídico de Asuka es su "orgullo excesivo", señalando que su madre se volvió loca luego de formar parte de una prueba experimental de piloto, así como Asuka sufre un colapso mental o contaminación al desafiar el 16.º ángel por sí misma. Pete Harcoff, de Anime Critic, describió a Asuka como la fuente humorística de la serie, a la vez que era una "mocosa molesta". IGN la clasificó como el decimotercer personaje de anime más popular de todos los tiempos, comentando que: "Por fuera, [Asuka] es un personaje sencillo... Pero a medida que avanza la serie vemos que su orgullo solo es una portada para cubrir sus emociones más profundas, sus problemas psicológicos más profundos".
La secuencia de la lucha de Asuka contra los Evangelion en The End of Evangelion, fue particularmente bien recibida por los críticos, quienes sentían que aquel era su momento definitivo, ya que de lo contrario permanece estática en la mayor parte de la película. La alabanza fue dada también a Tiffany Grant para su papel como la actriz inglesa de Asuka. Mike Crandol de Anime News Network declaró que Grant "retomó su viejo papel como Asuka".